# Ann Foster
Ann Foster (nacida Alcock; 1617-3 de diciembre de 1692) fue una viuda de Andover, acusada de brujería durante los Juicios de Salem.

## Vida y familia
Ann Alcock nació del matrimonio formado por George y Anne (nacida Hooker) Alcock de Inglaterra. Se casó con Andrew Foster y se establecieron en Andover, Massachusetts. Tuvieron cinco hijos: Andrew, Abraham, Sarah, Hannah (cuyo marido, Hugh Stone, la mató en estado de ebriedad en 1689, y fue ahorcado), y Mary.

## Acusación y juicio
En 1692, cuando una mujer llamada Elizabeth Ballard se enfermó con una fiebre que desconcertó a los médicos, se sospechaba de brujería, y se comenzó una búsqueda de los responsables. Dos niñas "afligidas" de la aldea de Salem, Ann Putnam y Mary Walcott, fueron llevadas a Andover a buscar a la bruja, y la vista cayó sobre Ann Foster. Ann, viuda desde hacía siete años, fue detenida y llevada a la cárcel de Salem. La hija de Andrew Foster, Mary Lacey, y su hija, también de nombre Mary Lacey (llamada "Mary Lacey, Jr."), fueron también acusadas de brujería.
Una atenta lectura de las transcripciones de los juicios revela que Ann se resistió a confesar los crímenes por los cuales se le acusa, a pesar de ser interrogada bajo torturas varias veces durante varios días. Su determinación se rompió cuando su hija, Mary Lacey Sr., del mismo modo acusada de brujería, acusó a su propia madre Ann del crimen, probablemente para salvar a ella y su hija. Su confesión fue un aparente intento de escudar a su hija. Condenada, Ann murió en la cárcel de Salem el 3 de diciembre de 1692, con aproximadamente 75 años de edad, después de 21 semanas de prisión. Los juicios fueron desacreditados y terminaron. Su hijo, Abraham, más tarde solicitó a las autoridades limpiar su nombre e indemnizar a la familia por los gastos asociados con su encarcelamiento y sepultura.